# Ricardo Ferretti
Ricardo Ferretti de Oliveira (Río de Janeiro, Brasil, 22 de febrero de 1952), conocido popularmente como Tuca, es un exfutbolista y entrenador brasileño naturalizado mexicano el últimó equipo que ha dirigido comó técnico fue el Club de Fútbol Cruz Azul Es uno de los entrenadores con mejores números en la historia del fútbol mexicano, compartiendo junto a Ignacio Trelles, al igual que uno de los entrenadores con resultados muy notorios con el equipo Tigres UANL ganando 5 títulos de liga , siendo uno de los más galardonados de la Liga MX con 7 títulos. Actualmente trabaja para la cadena de televisión ESPN México.

## Carrera como futbolista
En sus inicios en su país natal, jugó en los equipos Botafogo (1968-1975), Vasco da Gama (1975-1976) y Bonsucesso (1976-1977).
Llegó a México por conducto del exfutbolista y promotor de jugadores Nicola Gravina para jugar la segunda mitad de la temporada 77-78 con el Atlas de Guadalajara que se encontraba en problemas de descenso. Pese a los nueve goles conseguidos por Ferretti, los rojinegros perdieron la categoría, tras lo cual el brasileño abandonaría el club y ficharía posteriormente por el Club Universidad Nacional, escuadra con la que conseguiría disputar la final de liga ante Cruz Azul en la temporada 78-79, con victoria para los "cementeros". A pesar de ello, Ferretti siguió exhibiendo buenas actuaciones con el club universitario y logró consagrarse campeón de liga en la temporada 80 - 81 tras vencer en la final al mismo Cruz Azul, con un marcador global de 4-2. Dirigidos por Bora Milutinović, Pumas también se hizo aquel año con la Copa de Campeones de la CONCACAF (hoy Liga de Campeones de la CONCACAF) y la Copa Interamericana tras derrotar al Nacional de Montevideo. Alcanzó a disputar otra final de liga con su equipo contra el Club América en la temporada 84 - 85, mas no logró convertirse en campeón de nuevo. Tras esta derrota, Ferretti salió de la institución y jugó en otros equipos, tales como el Club Monterrey, Club Coyotes Neza y Toluca.
Pese a anunciar su retiro profesional tras su etapa con Toluca e incorporarse al banquillo del Club Universidad como auxiliar técnico del entonces entrenador Miguel Mejía Barón, este decide reincorporarlo al equipo como nuevo jugador para la temporada 90-91, intentando inyectar una dosis de ánimo a un equipo que ya ligaba varios años sin ganar la liga. Los auriazules pudieron disputar la final del torneo de liga ante su acérrimo rival, el Club América, la cual ganaron luego de que Ferretti convirtiera un tanto de tiro libre, consiguiendo así la tercera estrella para la institución y una revancha tras dos finales perdidas anteriormente contra las águilas en las temporadas 84 - 85 y 87 - 88. Tras la consecución de este logro, Ferretti se retiró definitivamente como futbolista.

## Clubes como jugador
| Club       | País   | Año       |
| ---------- | ------ | --------- |
| Botafogo   | Brasil | 1968-1975 |
| Atlas      | México | 1977-1978 |
| Pumas UNAM | México | 1978-1985 |
| Neza       | México | 1985-1986 |
| Monterrey  | México | 1986-1987 |
| Toluca     | México | 1987-1990 |
| Pumas UNAM | México | 1990-1991 |

## Palmarés como jugador

### Títulos nacionales
| Título                     | Equipo     | País   | Año       |
| -------------------------- | ---------- | ------ | --------- |
| Primera División de México | Pumas UNAM | México | 1980-1981 |
| Copa México                | Toluca     | México | 1989      |
| Primera División de México | Pumas UNAM | México | 1990-1991 |

### Títulos internacionales
| Título                  | Equipo     | Sede   | Año  |
| ----------------------- | ---------- | ------ | ---- |
| Copa Campeones CONCACAF | Pumas UNAM | México | 1980 |
| Copa Interamericana     | Pumas UNAM | México | 1981 |
| Copa Campeones CONCACAF | Pumas UNAM | México | 1982 |

### Distinciones individuales
| Distinción                                     | Año  |
| ---------------------------------------------- | ---- |
| Mejor extremo de la Primera División de México | 1981 |

## Carrera como entrenador
Tras su retirada, Ferretti fue contratado por Universidad Nacional como timonel para la temporada 1991-92, llegando con el entonces campeón defensor hasta la fase de cuartos de final de la liguilla, donde cayó ante el Club León - equipo que a la postre ganaría la liga -. Logró mantenerse en el cargo hasta 1996, llevando al cuadro universitario a dos liguillas y dos fases de recalificación a liguilla.
A mediados de 1996 fue fichado por el Club Deportivo Guadalajara, equipo de gran e histórica importancia dentro del fútbol mexicano. Con el Rebaño Sagrado consiguió su primer título de liga del fútbol mexicano en su faceta de director técnico en el Torneo Verano 1997, venciendo a Toros Neza en la final por marcador global de 7-2, acabando así con casi diez años sin títulos del equipo. Clasificó también a la escuadra rojiblanca a la final en el Torneo Invierno 1998, pero fueron vencidos por el Club Necaxa, así como también dirigió al club en su primera participación en Copa Libertadores, la cual terminaría siendo un fracaso tras ser eliminados en la primera fase del certamen.
Para entonces, su llamativo recorrido como estratega hizo que en el 2000 fuese contratado por los Tigres de la UANL, teniendo como objetivo primordial hacer campeón de liga al equipo, cosa que no ocurría desde 1982, objetivo que se truncó tras perder la final del Torneo Invierno 2001 contra el Club Pachuca.
Tras finalizar su vínculo con Tigres, Ferretti fue fichado para dirigir al Toluca para el Torneo Apertura 2003. Con el conjunto choricero ganó una Copa de Campeones de la Concacaf y una copa Campeón de Campeones, amén de lograr calificarlos a liguilla en los torneos en que dirigió al club. A pesar de todo aquello, Ferretti decidió dejar el equipo en 2004. Tiempo después, se conocería que su salida se debió a severas diferencias con el delantero estrella del equipo en aquellos años, José Saturnino Cardozo, las cuales incluso devinieron en una fuerte campaña comandada por el futbolista paraguayo en contra del estratega brasileño que constó de insultos y hasta amenazas de muerte por parte de infiltrados en el estadio Nemesio Díez durante los partidos, hechos que serían confirmados posteriormente por Rafael Lebrija y Hernán Cristante (presidente y portero del equipo en dicha época, respectivamente).
Tiempo después, Tuca tomó las riendas del club Monarcas Morelia, con el cual terminó la temporada regular del Torneo Clausura 2005 como puntero del campeonato, pero serían eliminados por los Tecos de la UAG en la fase de semifinales, proceso al que le seguiría una segunda etapa sin éxito con Tigres en 2006.
Ferretti regresó al Club Universidad Nacional en 2006, cuya situación era compleja tras estar en problemas en la tabla porcentual del descenso por arrastrar una racha de pésimos resultados desde hace torneos atrás. Posteriormente, el equipo logró estabilizarse tras mejorar notablemente su desempeño hasta solventar sus problemas porcentuales y conseguir llegar a la final del Torneo Apertura 2007, en donde fueron vencidos por el Club Atlante por marcador global de 2-1. No sería hasta 2009 que los Pumas ganarían su sexto título de liga tras vencer en la final del Torneo Clausura 2009 luego de dar cuenta del Club Pachuca tras un gol en la prórroga de Pablo Barrera (marcador global de 2-3). Con esto, Tuca se convirtió así en el cuarto entrenador de extracción universitaria que logró el título con el equipo, uniéndose en ese listado a Bora Milutinović, Miguel Mejía Barón y Hugo Sánchez. Durante los festejos por la obtención del campeonato, los jugadores del equipo Sergio Bernal y Leandro Augusto afeitaron el característico bigote de Ferreti en el vestidor.
Tuca Ferretti comenzó su tercera etapa con los Tigres de la UANL en mayo de 2010, equipo que también se encontraba en problemas de descenso cuando el timonel brasileño tomó el cargo. Sin embargo, el equipo logró cosechar los resultados necesarios para esquivar dichos problemas y no tardó demasiado en posicionarse en lugares importantes de la clasificación de la Liga MX. El esfuerzo en colectivo de la escuadra felina rindió sus frutos a corto plazo y lograron ganar el campeonato tras casi 29 años de sequía de títulos ligueros luego de derrotar a Santos de Torreón en la final el Torneo Apertura 2011por marcador global de 4-1.
Luego de una Copa MX conseguida el año de 2014 contra los Alebrijes de Oaxaca, y una gran ola de fichajes el año de 2015 (incluido André-Pierre Gignac), los dirigidos por el Tuca se enfrentarían en una nueva edición de la final del '78 al equipo de los Pumas. Dicha final sería una de las más cardíacas del fútbol mexicano, pues con un 3-0 en la ida parecía indicar que el Tuca conseguiría otro título a su palmarés, sin embargo, los Pumas lograron reponerse y llevar todo al alargue. Un gol agónico de Gignac parecía volver a sentenciar el juego pero poco después los volverían a empatar llevando el juego a los penales. Los dirigidos por el Tuca no fallaron y se consagraron con un penal de I. Jiménez dejando el resultado 4 (4-2) 4 y así consiguiendo su cuarta estrella en ese entonces.
El Tuca mantendría al equipo entre los mejores ocho lugares de la tabla general en el Torneo Clausura 2016 colándose como octavo a la fase de liguilla, pero cayeron derrotados en instancia de cuartos de final ante su acérrimo rival, el Club Monterrey tras un polémico trabajo del cuerpo arbitral. Las derrotas en las finales posteriormente disputadas (Apertura 2014 y Liga de Campeones de CONCACAF ante el América y el partido por la Copa Libertadores contra el River Plate) abrieron un clima de cuestionamientos e inseguridad por parte de la afición hacia la continuidad de Ferretti en el banquillo del club, lo cual no fue impedido dado la ratificación de Tuca en su puesto por los directivos tras varias especulaciones. A pesar de los descalabros anteriores, el equipo auriazul pudo obtener un nuevo trofeo tras ganarle la final por el Campeón de Campeones a los Tuzos del Club Pachuca. En el torneo siguiente (Apertura 2016), el equipo jugó la final de liga nuevamente contra los azulcremas del Club América, con una victoria que significó la quinta estrella para Tigres UANL tras imponerse en la tanda de penales por 3-0 (marcador global de 2-2), en donde sobresalió el arquero Nahuel Guzmán al atajar todos los cobros del equipo rival.
El equipo logró clasificarse a la final del Torneo Apertura 2017, la cual enfrentaría por primera vez en la historia de los torneos cortos a los protagonistas del llamado Clásico Regio: Tigres y Monterrey. Los universitarios se impusieron al acérrimo rival por marcador global de 3-2, consiguiendo la sexta liga de su historia. La séptima estrella del conjunto auriazul llegaría tras disputar y ganar la final del Clausura 2019 contra el Club León por marcador global de 1-0.
Ferreti lideró a Tigres hacia la final de la Copa Mundial de Clubes de la FIFA 2020, primera vez que un equipo mexicano llegaba a dicha instancia, la cual disputaría ante el coloso alemán Bayern de Múnich, cayendo por la mínima diferencia de 1-0. Tras ser eliminado por el Atlas en el repechaje del torneo mexicano Clausura 2021, la era de Ferretti como timonel de los Tigres llegaba a su fin, considerado de manera unánime como el entrenador más exitoso en la historia del club.
Para el torneo Apertura 2021, Ferretti pasó a ser entrenador de Bravos de Juárez. Posteriormente, en el torneo Clausura 2023, Ferreti dirigió por un preve periodo al Club deportivo Cruz Azul.

## Clubes como entrenador
| Club             | Año       | País   |
| ---------------- | --------- | ------ |
| Pumas UNAM       | 1991-1996 | México |
| Guadalajara      | 1996-2000 | México |
| Tigres UANL      | 2000-2003 | México |
| Toluca           | 2003-2004 | México |
| Monarcas Morelia | 2005      | México |
| Tigres UANL      | 2006      | México |
| Pumas UNAM       | 2006-2010 | México |
| Tigres UANL      | 2010-2021 | México |
| Juárez           | 2021-2022 | México |
| Cruz Azul        | 2023      | México |

## Estadísticas como entrenador
| Club             | País   | Desde                     | Hasta                    | PJ   | PG  | PE  | PP  | GF   | GC   | DG     | Efectividad |
| ---------------- | ------ | ------------------------- | ------------------------ | ---- | --- | --- | --- | ---- | ---- | ------ | ----------- |
| Pumas UNAM       | México | 15 de septiembre de 1991  | 30 de junio de 1996      | 217  | 81  | 63  | 73  | 327  | 266  | (+61)  | 47.01%      |
| Guadalajara      | México | 1 de julio del 1996       | 30 de junio del 2000     | 196  | 88  | 55  | 53  | 307  | 227  | (+80)  | 54.25%      |
| Tigres UANL      | México | 1 de julio del 2000       | 30 de junio del 2003     | 121  | 51  | 36  | 34  | 163  | 137  | (+26)  | 52.07%      |
| Toluca           | México | 30 de septiembre del 2003 | 31 de diciembre del 2004 | 80   | 40  | 14  | 26  | 137  | 102  | (+35)  | 55.83%      |
| Monarcas Morelia | México | 1 de enero del 2005       | 31 de diciembre del 2005 | 40   | 17  | 9   | 14  | 59   | 51   | (+8)   | 50%         |
| Pumas UNAM       | México | 23 de mayo del 2006       | 16 de mayo de 2010       | 179  | 64  | 58  | 57  | 237  | 188  | (+49)  | 46.55%      |
| Tigres UANL      | México | 20 de mayo de 2010        | 8 de mayo de 2021        | 530  | 246 | 159 | 125 | 814  | 517  | (+297) | 56.42%      |
| Juárez           | México | 3 de junio de 2021        | 5 de mayo de 2022        | 34   | 7   | 6   | 21  | 24   | 53   | (-29)  | 26.47%      |
| Cruz Azul        | México | 22 de febrero de 2023     | 7 de agosto de 2023      | 17   | 5   | 4   | 8   | 16   | 22   | (-6)   | 37.25%      |
| Total            | Total  | Total                     | Total                    | 1441 | 609 | 414 | 418 | 2123 | 1596 | (+527) | 51.84%      |

- Selección

| Club                          | País              | Desde | Hasta | PJ | PG | PE | PP | GF | GC | DG   | Efectividad |
| ----------------------------- | ----------------- | ----- | ----- | -- | -- | -- | -- | -- | -- | ---- | ----------- |
| Selección Mexicana (Interino) | Bandera de México |       |       |    |    |    |    |    |    |      |             |
| Selección Mexicana (Interino) | Bandera de México | 1993  | 1993  | 4  | 2  | 2  | 0  | 9  | 7  | (+2) | 66.67%      |
| Selección Mexicana (Interino) | Bandera de México | 2015  | 2015  | 1  | 1  | 0  | 0  | 2  | 0  | (+2) | 100%        |
| Selección Mexicana (Interino) | Bandera de México | 2015  | 2015  | 4  | 2  | 2  | 0  | 9  | 7  | (+2) | 66.67%      |
| Selección Mexicana (Interino) | Bandera de México | 2018  | 2018  | 6  | 1  | 0  | 5  | 4  | 12 | (-8) | 16.67%      |
| Total                         | Total             | Total | Total | 11 | 4  | 2  | 5  | 15 | 19 | (-4) | 42.42%      |

## Carrera como presentador
Tras su última intervención como director técnico, Ricardo Ferretti se unió a ESPN en noviembre de 2023. Aunque aún no se ha retirado como director técnico, decide incursionar en los medios de comunicación como analista. Desde entonces ha aparecido en diversos programas de la cadena, entre ellos Fútbol Picante, y Generación F. 

## Palmarés como entrenador

### Títulos nacionales
| Título                     | Club        | País   | Año           |
| -------------------------- | ----------- | ------ | ------------- |
| Primera División de México | Guadalajara | México | Verano 1997   |
| Campeón de Campeones       | Toluca      | México | 2003          |
| Primera División de México | Pumas UNAM  | México | Clausura 2009 |
| Primera División de México | Tigres UANL | México | Apertura 2011 |
| Copa MX                    | Tigres UANL | México | Clausura 2014 |
| Liga MX                    | Tigres UANL | México | Apertura 2015 |
| Campeón de Campeones       | Tigres UANL | México | 2015-16       |
| Liga MX                    | Tigres UANL | México | Apertura 2016 |
| Campeón de Campeones       | Tigres UANL | México | 2016-17       |
| Liga MX                    | Tigres UANL | México | Apertura 2017 |
| Campeón de Campeones       | Tigres UANL | México | 2017-18       |
| Liga MX                    | Tigres UANL | México | Clausura 2019 |

### Títulos internacionales
| Título                           | Club                | Sede           | Año  |
| -------------------------------- | ------------------- | -------------- | ---- |
| Copa de Campeones de la Concacaf | Toluca              | México         | 2003 |
| Copa Concacaf                    | Selección de México | Estados Unidos | 2015 |
| Liga de Campeones de la Concacaf | Tigres UANL         | Orlando        | 2020 |

### Distinciones individuales
| Distinción                                                 | Año                        |
| ---------------------------------------------------------- | -------------------------- |
| Mejor director técnico de la Primera División de México    | 1997; 2009; 2011-C; 2011-A |
| Balón de Oro por sus 1000 partidos dirigidos en la Liga MX | 2017                       |